# Beata Vergine Maria del Soccorso

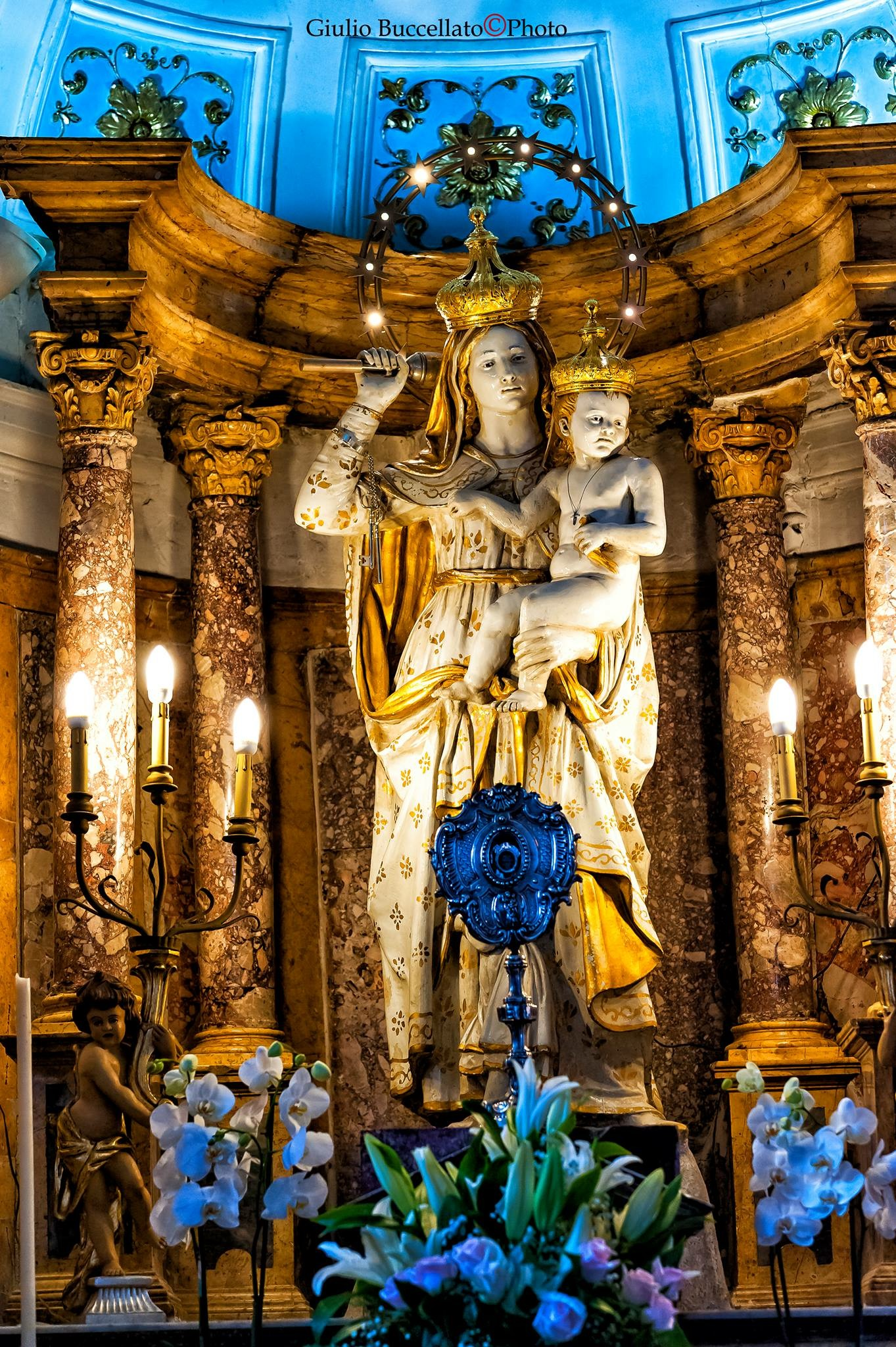
Simulacro in maiolica della Madonna del Soccorso custodito nella Chiesa Madre di Castellammare del Golfo.

La Beata Vergine Maria del Soccorso, chiamata anche Succurre Miseris o semplicemente Madonna del Soccorso, è uno degli appellativi con cui la Chiesa cattolica venera Maria, madre di Gesù.
(Dal Breviarium Romanum)
Il culto nacque a Palermo nel 1306. In Italia la Vergine del Soccorso è la patrona delle città di Caltavuturo, Castellammare del Golfo, Cori, Montalcino, San Severo, Sciacca.

## Storia

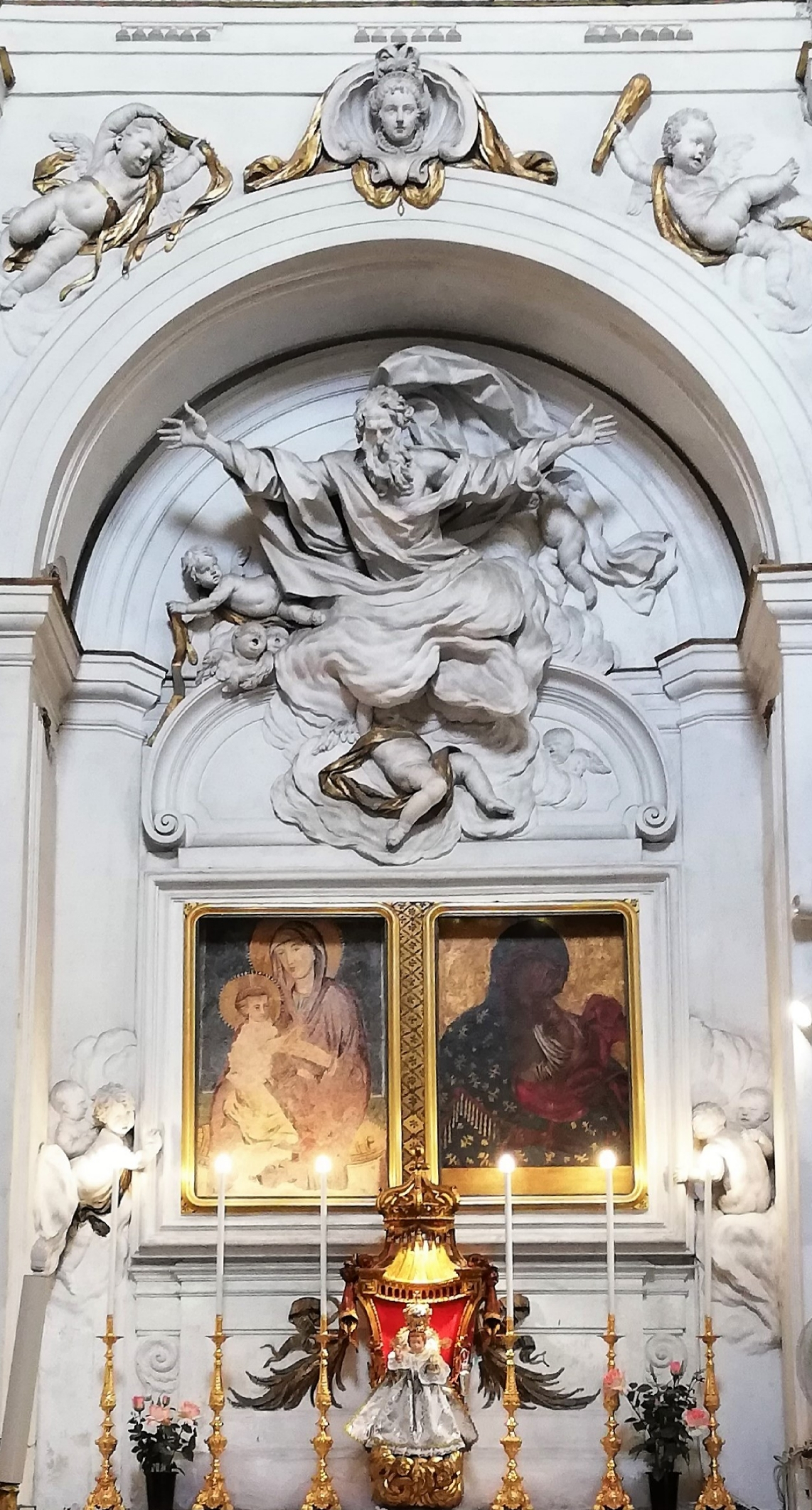
La cappella nella chiesa di Sant'Agostino a Palermo. A destra l'icona bizantina

Presente già in Oriente a partire dagli inizi del IV secolo, la devozione della Theotokos decollò nel IV secolo nella penisola italiana e si diffuse in tutta Europa e in tutto il mondo cristiano.  
Il culto della Vergine Maria del Soccorso fu istituito a Palermo nel 1306, in seguito alla presunta apparizione della Vergine al padre agostiniano Nicola La Bruna. Secondo la tradizione, il monaco, affetto da male incurabile e ormai in fin di vita, sarebbe stato guarito dalla Madonna, che in cambio gli avrebbe chiesto di diffondere la notizia del miracolo e di farla invocare col nome di Madre del Soccorso. A questa seguirono altre due apparizioni, sempre a Palermo, e in una delle quali la vergine cacciava da un bambino un essere infernale con un bastone.
Da quel momento gli Agostiniani diffusero il culto della Madonna del Soccorso prima nel regno di Sicilia e poi nel resto d'Italia e in altri paesi europei.

## Iconografia
La Vergine del Soccorso è generalmente raffigurata mentre sta per percuotere un demonio che si rannicchia terrorizzato ai suoi piedi. Fu soprattutto con questa eloquente immagine, che rendeva il popolo dei fedeli immediatamente consapevole dell'onnipotenza del divino sul diavolo, che i padri agostiniani diffusero la devozione soccorrista, educando i cristiani a confidare nella intermediazione, ritenuta salvifica, della Madonna.

## Il culto

### Palermo
Istituito nel XIV secolo il culto nella capitale siciliana, con l'icona bizantina della chiesa di Sant'Agostino che fu da allora conosciuta come della Madonna del Soccorso.
Nel 1424 nacque la Confraternita di Nostra Signora del Soccorso, nell'oratorio della chiesa agostiniana, e nel 1606 fu realizzata la Chiesa della Madonna del Soccorso.

### Castellammare del Golfo

Simulacro ligneo della Madonna del Soccorso che viene portato in processione a Castellammare del Golfo.

A Castellammare del Golfo, in provincia di Trapani, su un totale di circa 195 edicole votive presenti nel centro della cittadina marinara, ben 74 sono dedicate alla Vergine del Soccorso.
Il culto sarebbe nato un fatto prodigioso il 13 luglio 1718, quando la cittadina fu al centro di fatti bellici: era in atto una guerra tra Filippo V e Amedeo di Savoia per il possesso della Sicilia. Un bastimento spagnolo, inseguito da cinque navi inglesi, viene a rifugiarsi sotto il castello, da dove sono respinte le navi nemiche; queste rispondono all'attacco rispondendo con la propria artiglieria. 
Il popolo, impaurito, implora a gran voce un miracoloso soccorso alla propria patrona: tutti fuggono dalla città, e nonostante i colpi dell'artiglieria inglese, nessuno viene ucciso o ferito. Ma ad un tratto, con meraviglia di tutti, dal monte delle Scale sarebbe apparsa la Madonna bianco-vestita, seguita da una schiera di angeli, che scendono verso la Cala Marina; questa visione avrebbe spaventato gli inglesi che abbandonano il porto.
Da questo fatto straordinario è derivato l’appellativo di Madonna del Soccorso.
Ogni due anni,  il 13 luglio, nella cittadina si svolge la “Rievocazione Storica” dell’intervento prodigioso di Maria Santissima del Soccorso in favore della città di Castellammare. 
La chiesa madre della cittadina è dedicata Madonna del Soccorso.

### Curinga
All'entrata di Curinga, esiste una piccola chiesa intitolata alla Madonna del Soccorso che notizie archivistiche fanno risalire al 1675, più volte rimaneggiata nel corso dei secoli fino all'aspetto attuale del 1976. 
La statua della Madonna del Soccorso è custodita nella chiesa parrocchiale del paese, dedicata a Sant'Andrea. La festa viene celebrata ogni anno l'8 settembre, giorno della Natività di Maria, nonché data del terribile terremoto del 1905 e dell'armistizio del 1943, eventi storici che i curinghesi collegano alla protezione e all'intervento della Madonna del Soccorso.

### Lamezia Terme

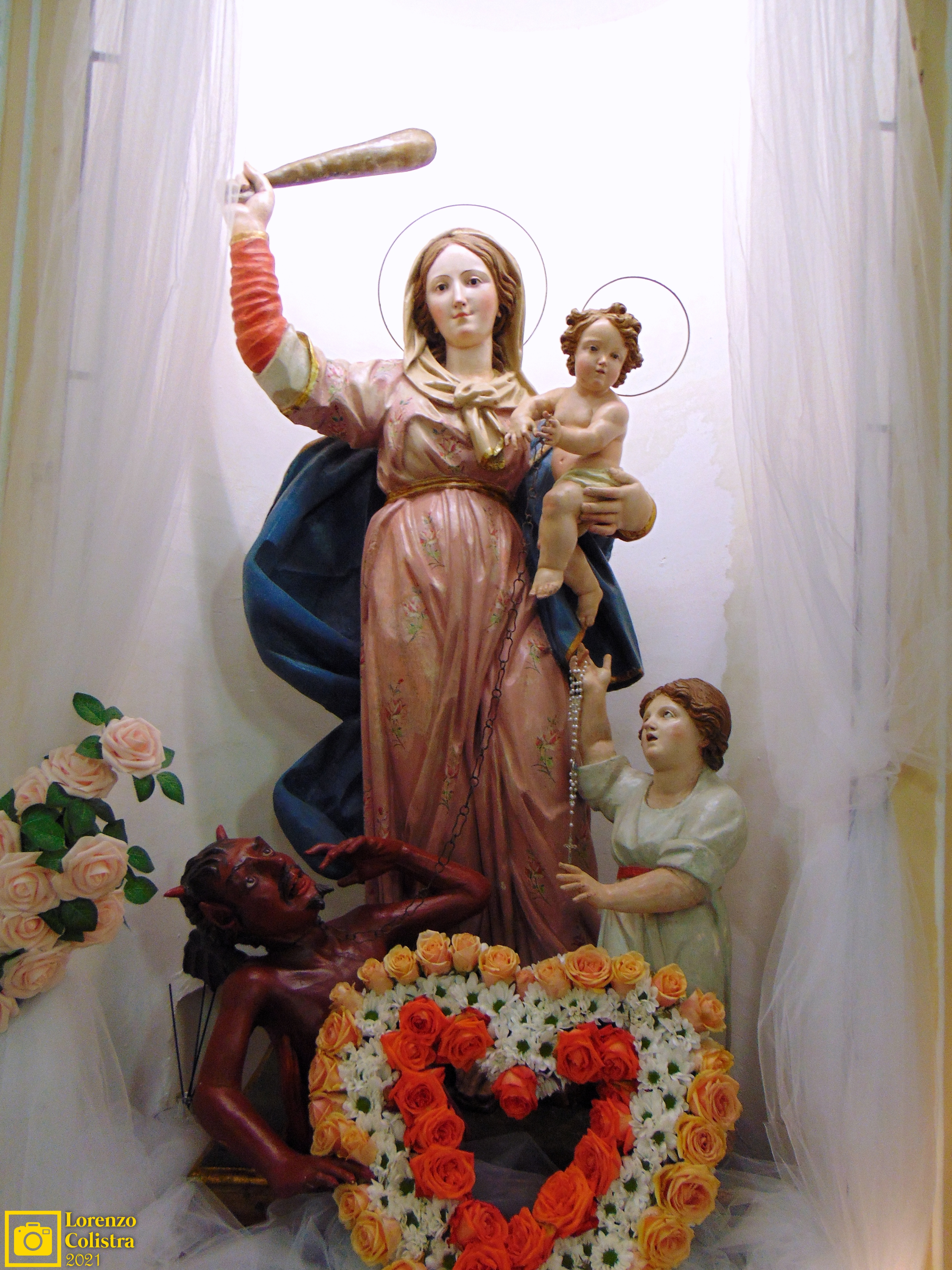
La statua lignea, di scuola napoletana (XVIII secolo), della Madonna del Soccorso, che si venera a Magolà di Lamezia Terme (Foto Lorenzo Colistra)

A Lamezia Terme, la devozione alla Madonna del Soccorso è particolarmente sentita nella frazione Magolà e, in generale, nell'ex comune di Nicastro. Il santuario dedicato alla Madonna del Soccorso è situato su una verdeggiante collina che domina la città di Lamezia Terme e si affaccia sulla piana di Sant'Eufemia, nel punto più panoramico: la presenza di questa chiesa ha dato il nome poi a tutta la zona, infatti il popolo lametino denomina la collina U Suncùrzu, ma si tratta della contrada Magolà. 
La leggenda narra che il culto inizia dopo il ritrovamento di un quadro della Vergine smarrito dagli Angioini, che verso il 1265 arrivarono nelle zone di Nicastro a combattere contro gli Svevi. Da questo racconto popolare nacque una lauda dialettale ancora cantata durante la festa: in una strofa di suddetto canto, si dice che la sacra Immagine venne trovata in un groviglio di spine. 
La storia narra che nel 1719 nel territorio di Magolà era presente un'edicola votiva ("conicella"), eretta dai fratelli Gatto per devozione, in quanto la Vergine era stata prodiga di grazie e di miracoli verso quelle persone che accorrevano a Lei. La chiesa attuale fu edificata poco dopo la costruzione dell'edicola votiva: un documento riporta che fu ultimata nel 1740. 
La chiesa, ad una navata, possiede a lato dell'altare l'antica statua della Madonna del Soccorso, di scuola napoletana del XVIII secolo, restaurata nel 2010. Raffigura la Vergine col Bambino in braccio e un bastone nella mano destra, ai suoi piedi è rannicchiato il diavolo ed è presente una bambina che implora aiuto e protezione.
La devozione alla Madonna del Soccorso era ed è praticata soprattutto dalle contrade vicine come Zangarona e Fronti, oltre che dalla stessa Magolà e dal quartiere di Nicastro. La festa è fissata alla terza domenica di luglio ed è preceduta dalla novena. 

### San Severo

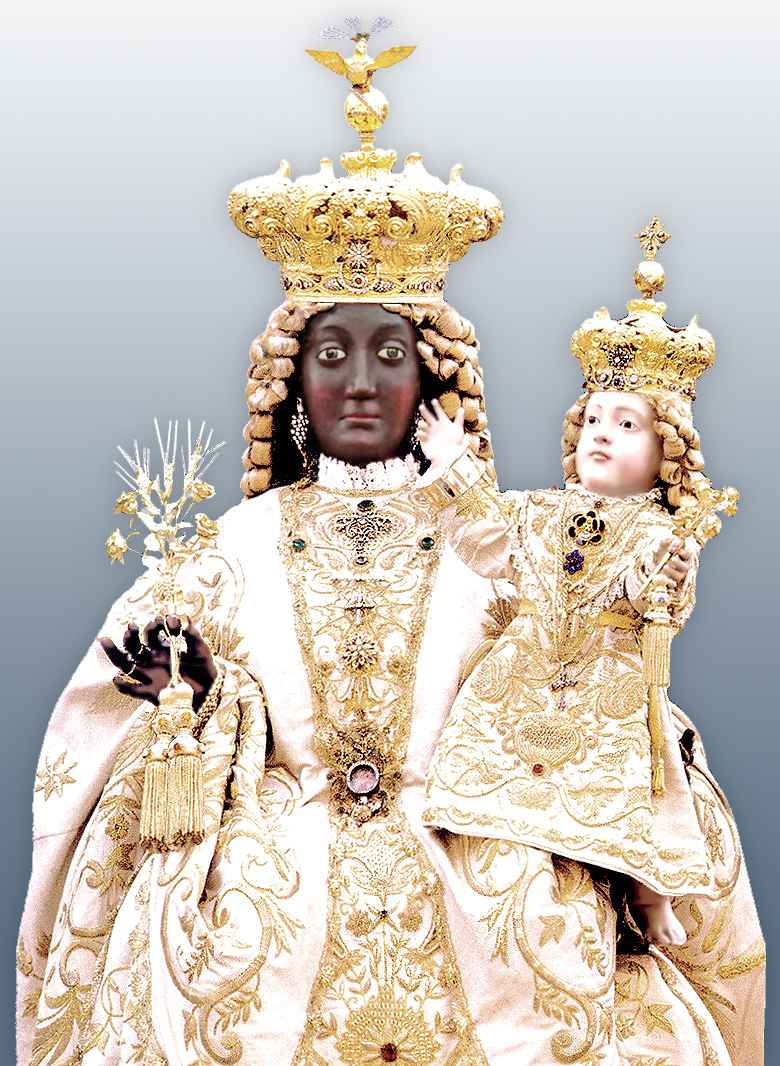
Statua della Madonna del Soccorso (San Severo)

La Vergine, venerata nel santuario a lei dedicato, è patrona principale della città e diocesi.
Anche a San Severo il culto della Madonna del Soccorso è legato agli Agostiniani, che in città ebbero un convento (con annessa chiesa di sant'Agostino) attestato dal 1319. Tornati nel 1514, dopo un periodo di allontanamento, i frati vi promossero il culto della Madonna Nera: secondo la leggenda, la statua sanseverese della Vergine - opera quattrocentesca verosimilmente locale che, non rispondente agli standard iconografici soccorristi, fu resa barocca nel 1760 dall'artista Nicola Antonio Brudaglio di Andria - sarebbe giunta dalla Sicilia nel 1564. Quando il convento agostiniano fu definitivamente soppresso (1652), la devozione alla Madonna fu tenuta viva dai massari di campo (i possidenti), che dopo il 1679 si riunirono in confraternita, canonicamente eretta nel 1704 ed elevata ad arciconfraternita nel 1870.
Quale protettrice dei campi, la Vergine nera, che nella destra tiene alcune spighe di grano, un ramo d'olivo e un grappolo d'uva, fu invocata ogni qual volta siccità, tempeste e altri pericoli minacciavano le coltivazioni sanseveresi. Dopo una prima processione penitenziale nel 1580, la statua della Madonna fu portata per i campi e nelle vie della città negli anni 1737, 1753, 1754, 1762, 1767, 1774 e 1783. Il simulacro fu anche testimone degli eccidi seguenti la rivoluzione giacobina del 1799 quando, per volere dei massari, fu portato in processione per la città a fini di persuasione politica.
Nella prima metà dell'Ottocento, parallelamente alla rapida ascesa del ceto dei possidenti, il culto per la Vergine bruna crebbe notevolmente, e nel 1857 la Madonna fu eletta patrona aeque principalis della città e diocesi. L'8 maggio 1937 la sua statua, che fin dai primi anni dell'Ottocento è rivestita di ricchi abiti in lama di seta ricamata, fu solennemente incoronata con diademi d'oro tempestati di pietre preziose.
Nonostante l'incarnato della Madonna sia bruno, il Bambinello che reca in braccio è di fisionomia europea; l'originale, bianco anch'esso, fu sostituito nel 1760.
La Vergine, la cui solennità ricorre la terza domenica di maggio, è festeggiata in quel mese. La festa patronale, popolarmente nota come Festa del Soccorso (o, per antonomasia, la Festa), si celebra la terza domenica di maggio e il lunedì successivo. Caratteristico evento barocco che ogni anno attira diverse migliaia di visitatori, la festa è caratterizzata da due sontuose processioni, in cui si portano a spalla numerosi simulacri di santi.
Entrambi i sacri cortei sono scanditi dalle fragorose batterie pirotecniche, dette anche fuochi, incendiate al passaggio delle processioni negli oltre venti rioni, riccamente addobbati coi rispettivi colori in funzione del palio che viene assegnato alla contrada che ha realizzato il miglior fuoco. Durante l'incendio delle batterie, inoltre, si scatena la corsa dei fujenti, una folla di giovani che segue il percorso dei fuochi correndo a breve distanza dalle esplosioni.

## Altri luoghi di culto

### Calabria
- Santuario della Madonna del Soccorso (Canna)
- Santuario della Madonna del Soccorso (San Mauro Marchesato)
- Chiesa della Madonna del Soccorso (Giffone)
- Chiesa di Nostra Signora del Soccorso e della Pietà (Mormanno, località Torretta)
- Cappella di Santa Maria del Soccorso del 1614 (Laino Borgo, località Vizioso)
- Chiesa della Madonna del Soccorso (Monterosso Calabro)
- Chiesa di Santa Maria del Divino Soccorso (Reggio Calabria)
- Chiesa della Beata Vergine del Soccorso (Serrastretta)
- Santuario di Santa Maria del Soccorso (Scalzati di Casali del Manco)
- Chiesa della Madonna del Soccorso (Taverna)
- Chiesa della Madonna del Soccorso (Paludi)
- Chiesa della Madonna del Soccorso (Palmi)
- Chiesa della Madonna del Soccorso (Pesco di Fuscaldo)
- Chiesa della Madonna del Soccorso (Santo Stefano di Rogliano)
- Chiesa della Madonna del Soccorso (Pardesca di Bianco)
- Chiesa parrocchiale di San Nicola dell'Alto
- Chiesa di Santa Maria del Soccorso (Sorianello)
- Badia di Santa Maria del Soccorso (Caccuri)
- Chiesa di Santa Maria del Soccorso (Natile)
- Cappella di S. Maria del Soccorso, abbattuta nel rione S. Agostino (Cassano all'Jonio)

### Campania
- Chiesa di Santa Maria del Soccorso all'Arenella (Napoli)
- Chiesa di Santa Maria del Soccorso (Capodimonte) (Napoli)
- Chiesa di Santa Maria Succurre Miseris dei Bianchi (Napoli)
- Chiesa di Santa Maria Succurre Miseris ai Vergini (Napoli)
- Chiesa di Santa Maria del Soccorso (San Potito Ultra)
- Chiesa di Santa Maria del Soccorso (Fisciano)
- Chiesa di Santa Maria del Soccorso (Solofra)
- Chiesa di Santa Maria del Soccorso (Forio d'Ischia)
- Chiesa di Santa Maria del Soccorso (Castelfranci)
- Chiesa Madonna del Soccorso (Sorrento)
- Chiesa Madonna del Soccorso (Eboli)
- Chiesa Madonna del Soccorso (Cerreto sannita)

### Toscana
- Santuario della Madonna del Soccorso (Prato)
- Santuario della Madonna del Soccorso (Sasso d'Ombrone)
- Santuario della Madonna del Perpetuo Soccorso (Villa Collemandina)
- Chiesa di Santa Maria del Soccorso (Livorno)
- Chiesa della Madonna del Soccorso (Roccalbegna)
- Chiesa della Madonna del Soccorso (Montalcino)
- Chiesa della Madonna del Soccorso (Sinalunga)
- Eremo della Beata Vergine del Soccorso (Minucciano)
- Tela Madonna del Soccorso, in palazzo Pitti (Firenze)
- Olio Madonna del Soccorso, Chiesa S. Spirito (Firenze)
- Olio Madonna del soccorso, Chiesa S. Agostino (Anghiari)

### Sicilia
- Basilica di Maria Santissima del Soccorso (Sciacca)
- Chiesa della Madonna del Soccorso (Trapani)
- Chiesa di Maria SS. del Perpetuo Soccorso (Gualtieri Sicaminò)
- Chiesa del Collegio (Caltavuturo)
- Chiesa di Maria Santissima del Soccorso (Bronte)
- Statua Madonna del Soccorso, in chiesa dell'Annunciazione (Tortorici)
- Chiesa Maria Ss. del Perpetuo Soccorso (Palermo)
- Chiesa di Santa Maria del Soccorso detta Badiola (Agrigento)
- Chiesa Santa Maria del Perpetuo Soccorso (Augusta)
- Chiesa Madonna del Soccorso (Alcamo)
- Chiesa Santa Maria del Soccorso (Modica)
- Chiesa Madonna del Soccorso (Corleone)
- Chiesa Maria SS. del Soccorso vulgo del Carmine (Pietraperzia)
- Chiesa Maria SS. del Soccorso sotto il titolo della Visitazione (Melilli)

### Lazio
- Santuario della Madonna del Soccorso (Cori)
- Santuario di Maria SS. Succurre Miseris (Ripi)
- Chiesa di Santa Maria del Soccorso (Fondi)
- Chiesa di Santa Maria del Soccorso (Lisciano)

### Basilicata
- Santuario del Madonna del Perpetuo Soccorso (Trecchina)
- Santuario Madonna del Perpetuo Soccorso (Maratea)
- Chiesa di Santa Maria del Soccorso (Muro Lucano)
- Santuario della Madonna del Soccorso (Castelluccio Superiore)
- Cappella di Santa Maria del Soccorso del 1604 (Carbone)
- Cappella della Madonna del Soccorso (Viggianello)

### Puglia
- Chiesa di Santa Maria del Soccorso (Casamassima)
- Cappella del Soccorso del 1630 (Locorotondo)
- Chiesa Santa Maria del Soccorso (Carovigno)

### Liguria
- Santuario antico di Nostra Signora del Soccorso (Pietra Ligure)
- Santuario di Nostra Signora del Soccorso (Sestri Levante, frazione Ginestra, Genova)

### Abruzzo
- Santuario della Madonna del Soccorso (Castel di Ieri)
- Chiesa di Santa Maria del Soccorso (Fallo)
- Chiesa di Santa Matia del Soccorso (Tagliacozzo)
- Chiesa di Santa Maria del Soccorso (Aquila)

### Emilia-Romagna
- Santuario della Beata Vergine del Soccorso (Bologna)
- Chiesa parrocchiale di San Biagio (Ravenna)

### Marche
- Chiesa di Santa Maria del Soccorso (Castelleone di Suasa)
- Chiesa Madonna del Soccorso (Senigallia)
- Santuario Madonna del Soccorso (Poggio San Marcello)
- Chiesa Madonna del Soccorso (Cartoceto)

### Sardegna
- Chiesa della Madonna del Soccorso (Posada)

### Lombardia
- Santuario della Beata Vergine del Soccorso (Ossuccio)

### Veneto
- Chiesa della Beata Vergine del Soccorso (Rovigo)
- Santuario Madonna del Soccorso (Costermano sul Garda)
- Santuario Madonna del Perpetuo Soccorso (Bussolengo)

### Umbria
Olio Madonna del Soccorso, museo (Montefalco)
Chiesa Madonna del Soccorso (Rigali di Gualdo Tadino)

### Friuli-Venezia Giulia
- Chiesa della Beata Vergine del Soccorso (Cormons)
- Chiesa parrocchiale della Beata Vergine del Soccorso, vulgo Sant'Antonio Vecchio (Trieste).